# نهر الفالق
نهر الفالق (بالعبرية: נחל פולג - ناحل بوليغ‏) أو وادي الفالق هو نهر يمر في سهل شارون (سارونة) في إسرائيل، فلسطين ويصب في البحر الأبيض المتوسط بين نتانيا ومعهد وينجيت.  

## مساره
حوضه صغير لا تتجاوز مساحته 113كم2، ويقع بكامله في جزء من السهل الساحلي المحصور بين الحرم (سيدنا علي) وناتانيا. يبدأ التيار بين الطيرة ورامات هاكوفيش شرقي مشمريت (بجانب مسكة التي تم تهجيرها). يمتد نحو الغرب إلى البحر، وينحرف شمالًا عند Batzra (بلدة يهودية التي تمتد أراضيها على أراضي تبصر التي تم تهجيرها). غالبًا ما يكون تيار المياه في هذا النهر متقطع السيول، ويصبح تيار المياه تيارًا دائم السيول نحو نهاية النهر. هناك فتحة من صنع الإنسان في سلسلة تلال الكركار ، التي تمتد من الجنوب إلى الشمال على طول السهل الساحلي.

## التاريخ
باللغة العربية، كان يعرف النهر باسم نهر الفالق؛  ولاحقًا باسم وادي الفالق .
تمت عمليات تنقيبات في موقع أثري قريب من النهر يدعى تل الفالق، وتم الكشف عن مدينة محصنة من العصر البرونزي الأوسط. تم تدمير معظم الموقع من قبل محجر حديث. تم حفر وثقب الفتحة الأصلية في سلسلة تلال الكركار في العصر البرونزي ، وأعيد فتحها خلال الفترة الرومانية.  بحلول القرن الثالث عشر الميلادي، كانت الفتحة مسدودة، مما أدى إلى تكون هور(مستنقع) الذي إمتد على مساحة قدرها 4000 دونم. تم ثقب وتنقية الفتحة مرة أخرى في عام 1935، وتم تعيين مسار التيار الحالي في المنطقة الموجودة في شرق سلسلة تلال الكركار. 
أطلق الصليبيون على تيار المياه (النهر) اسم River Rochetaillé التي تعني ("الصخور المنشقة")، والسبب من وراء هذه التسمية هو قناة الصخور الضيقة الطويلة، التي تم شقها بشكل مصطنع (أي بصنع الإنسان) خلال حقبة سابقة ما عبر المنحدرات الداخلية، والتي يجد النهر من خلالها قناة ليعبر إلى شاطئ البحر. 

## محمية طبيعية
تقع محمية نهر الفالق أو وادي الفالق الطبيعية (بالعبرية ناحال بوليج) بين معهد وينجيت ومرتفع الفالق-بوليج (نتانيا)، بين الطريق السريع 2 والبحر الأبيض المتوسط.  تبلغ مساحتها 500 دونم، وأعلن عنها كمحمية في عام 1971. 
النباتات المتواجدة في المحمية تشمل مجموعة متنوعة ساحلية من نبات لساس، نوع من الإيفيدرا إسمه العلمي : Ephedra aphylla، نوع من قندول إسمه العلمي: Calicotome villosa، النوع المستوطن من الحماض إسمه العلمي : Rumex rothschildianus ، نوع من السوسن إسمه العلمي : Iris atropurpurea، الترمس، ونوع من التوليب إسمه العلمي : agenensis sharonensis.